# Їдальня
Їда́льня — заклад громадського харчування загальнодоступний або для обслуговування певного контингенту споживачів з різноманітним асортиментом страв, булочних, кондитерських виробів і закупних товарів. На відміну від ресторанів, кав'ярень тощо, їдальня належить до тих закладів громадського харчування, що призначенні лише для надання послуг з харчування. Їдальні не задовольняють гастрономічні забаганки, а годують клієнтів за прийнятну для них ціну. Відповідно для їдалень характерний набір звичних для даного суспільства страв. Для зручності співробітників та економії коштів чи зниження цін власні їдальні мають великі підприємства чи установи. Тому часто під їдальнею розуміють саме заклад громадського харчування при якійсь організації.

## Види
Їдальня-роздавальня — різновид їдальні з функціями відпускання виготовлених та скомплектованих іншими закладами ресторанного господарства обідів, сніданків, вечер, а також продажу закупних товарів.
Їдальня при організації — їдальня при підприємстві, установі. Організується для забезпечення харчування працівників, може бути як частиною самого підприємства (як правило), так і сторонньою організацією (рідше). Як правило, такі їдальні економлять час співробітників, бо розташовані поруч з робочим місцем. Також нерідко такі заклади є частиною соціальної політики організації та працюють за зниженими цінами (оскільки не мають на меті отримання прибутку, не платять орендної плати тощо), або й взагалі безкоштовно. Втім трапляються й протилежні випадки.
На базі їдальні з повним технологічним циклом доцільно організовувати виробництво раціонів харчування для доставки їх на робочі місця продавців.